# Velká pečeť
Velká pečeť (tib. čhagčhen, čhaggjä čhenpo, skt. mahámudra: „Velká pečeť“ skutečnosti) je buddhistická nauka, která je praktikována ve vadžrajánovém buddhismu. Velká pečeť je název, který symbolizuje Buddhův příslib nejvyššího učení. Patří mezi nejvyšší učení na cestě vadžrajány. Vyučuje se zejména v tradici Kagjü a vyvolává přímý prožitek podstaty mysli. Mahámudra zahrnuje základ, cestu a cíl:
- Základ Velké pečeti: Pohled základní čistoty všech vnitřních i vnějších jevů.
- Cesta Velké pečeti: Trénování se v tomto pohledu – meditace.
- Cíl Velké pečeti: Rozpoznání a realizace čistoty všech vnitřních a vnějších jevů – tj. probuzení.[1]

Velká pečeť v sobě zahrnuje čtyři úrovně – stavy, které se postupně v mysli praktikujícího objevují a které prožívá:

1. Jednobodová koncentrace (tib. rtse-gcig, skt. ékagratá)

2. Jednoduchost (tib. spros-bral, skt. nišprapaňča)

3. Jedna chuť (tib. ro-snyom, skt. rasásama)

4. Nemeditace (tib. sgom-med, skt. abhávaná), někdy se také překládá jako Všemeditace.
Mezi držitele linie mahámudry patřili např. indičtí mahásiddhové a později tibetští například Marpa, Milaräpa a také všichni karmapové.

## Linie odkazu Velké Pečeti
1.      Buddha Dharmakáji – Dordže Čhang

2.      Ratnamati

3.      Saraha

4.      Nágárdžuna

5.      Šavaripa

6.      Maitripa

3.	Marpa(1012-1097)

4.	Milaräpa (1040-1123)

5.	Gampopa (1079-1153)

6.	Düsum Khjenpa (1110-1193)		1. karmapa

7.	Dogön Rečhen (1148-1218)

8.	Pomdagpa Sönam Dordže (1170-1249)

9.	Karma Pakši (1204-1283)			2. karmapa

10.	Dubthob Orgjänpa (1230-1300)

11.	Rangdžung Dordže (1284-1339)		3. karmapa

12.	Gjalwa Jungtön Dordže Pal (1296-1376)

13.	Rolpä Dordže (1340-1383)		4. karmapa

14.	Khäčhog Wangpo (1350-1405)		2. žamarpa

15.	Dežin Šegpa (1384-1415)			5. karmapa

16.	Rinčhen Zangpo (Ratnabhadra)(15. století)

17.	Thongwa Döndän (1416-1453)		6. karmapa

18.	Pengar Džampäl Zangpo (15./16. století)

19.	Paldžor Döndub (1427-1489)		1. Gošir Gjalcchabpa

20.	Čhödag Gjamccho (1454-1506)		7. karmapa

21.	Denma Dubthob Taši Paldžor (1457-1525)

22.	Mikjö Dordže (1507-1554)		8. Karmapa

23.	Könčhog Jönlag (1526-1583)		5. žamarpa

24.	Wangčhug Dordže (1556-1603)		9. karmapa

25.	Mipham Čhökji Wangčhug (1584-1630)	6. žamarpa

26.	Čhöjing Dordže (1604-1674)		10. karmapa

27.	Ješe Ňingpo (1631-1694)			7. žamarpa

28.	Ješe Dordže (1676-1702)			11. karmapa

29.	Palčhen Čhökji Dondub (1695-1735)	8. žamarpa

30.	Čhangčhub Dordže (1703-1732)		12. karmapa

31.	Situ Pančhen Čhökji Džungnä (1700-1774)		8. Tai Situ

32.	Düdul Dordže (1733-1797)		13. karmapa

33.	Mipham Čhödub Gjamccho (1742-1792)	10. žamarpa

34.	Pema Ňinďže Wangpo (1774-1853)		9. Tai Situ

35.	Thegčhog Dordže (1798-1868)		14. karmapa

36.	Lodö Thajä (1813-1901)			1. Džamgön Kongtul

37.	Khakhjab Dordže (1871-1922)		15. karmapa

38.	Pema Wangčhug Gjalpo (1886-1952)	11. Tai Situ

39.	Paldän Khjence Ösel (1904-1953)		2. Džamgön Kongtul

40.	Rangdžung Rigpä Dordže (1924-1981)	16. karmapa

## Citace
18. verš z Přání za dosažení Velké Pečeti, 3. karmapa Rangdžung Dordže:
Díváme-li se na jevy, žádné nenacházíme, vidíme mysl.

Díváme-li se na mysl, žádnou nevidíme, je ze své podstaty prázdná.

Sledujeme-li obojí, rozpouští se přirozeně lpění na dualitě.

Ať rozpoznáme podstatu mysli - jasné světlo!